# A Ferencvárosi TC 1991–1992-es szezonja
A Ferencvárosi TC 1991–1992-es szezonja szócikk a Ferencvárosi TC első számú férfi labdarúgócsapatának egy szezonjáról szól, mely összességében és sorozatban a 91. idénye volt a csapatnak a magyar első osztályban. A klub fennállásának ekkor volt a 93. évfordulója.

## Mérkőzések
| Színmagyarázat | Színmagyarázat |
| -------------- | -------------- |
|                | Győzelem.      |
|                | Döntetlen.     |
|                | Vereség.       |

### KEK
1. forduló
| 1991. szeptember 18. |

| Levszki Szofija                     | 2 – 3               | Ferencváros                             |
| ----------------------------------- | ------------------- | --------------------------------------- |
| Dartilov 35' Bankov 90+4' Iliev 84' | (1 – 1) Jegyzőkönyv | Deszatnik 6' Lipcsei 72' 82' Patkós 45' |

| Georgi Aszparuhov Stadion, Szófia Nézőszám: 15 000 Játékvezető: Gheorghe Constantin (román) |

| 1991. október 2. 18:30 |

| Ferencváros                               | 4 – 1               | Levszki Szofija                                            |
| ----------------------------------------- | ------------------- | ---------------------------------------------------------- |
| Lipcsei 1' 90+1' Albert 30' Deszatnik 60' | (2 – 0) Jegyzőkönyv | Dimitrov 75' Pumpalov 32' Popov 40' Yankov 80' Hubcsev 88' |

| Üllői út, Budapest Nézőszám: 8 000 Játékvezető: Yusuf Namoğlu (török) |

2. forduló
| 1991. október 23. 19:30 |

| Werder Bremen               | 3 – 2               | Ferencváros                  |
| --------------------------- | ------------------- | ---------------------------- |
| Neubarth 28' 40' Allofs 33' | (3 – 1) Jegyzőkönyv | Lipcsei 35' 74' Schneider 9' |

| Weserstadion, Bréma Nézőszám: 7 500 Játékvezető: David Syme (skót) |

| 1991. november 6. 17:00 |

| Ferencváros            | 0 – 1               | Werder Bremen                  |
| ---------------------- | ------------------- | ------------------------------ |
| Simon 13' Wukovics 25' | (0 – 0) Jegyzőkönyv | Bode 47' Eilts 27' Hermann 72' |

| Üllői út, Budapest Nézőszám: 20 000 Játékvezető: Einar Halle (norvég) |

### NB 1 1991–92

#### Őszi fordulók
| 1. forduló 1991. augusztus 24. |

| Vác FC             | 1 – 1               | Ferencváros                         |
| ------------------ | ------------------- | ----------------------------------- |
| Orosz 50' Hahn 78' | (0 – 1) Jegyzőkönyv | Wukovics 10' Lipcsei 60' Páling 61' |

| Ligeti Stadion, Vác Nézőszám: 14 000 Játékvezető: Puhl Sándor (magyar) |

| 2. forduló 1991. augusztus 31. |

| Ferencváros                    | 1 – 0               | Vasas     |
| ------------------------------ | ------------------- | --------- |
| Kecskés 60' (öngól) Albert 50' | (0 – 0) Jegyzőkönyv | Zvara 17' |

| Üllői út, Budapest Nézőszám: 20 000 Játékvezető: Varga Sándor (magyar) |

| 3. forduló 1991. szeptember 7. |

| BVSC       | 0 – 0               | Ferencváros              |
| ---------- | ------------------- | ------------------------ |
| Farkas 83' | (0 – 0) Jegyzőkönyv | Szenes 30' Deszatnik 58' |

| Népstadion, Budapest Nézőszám: 12 000 Játékvezető: Molnár László (magyar) |

| 4. forduló 1991. szeptember 14. |

| Ferencváros                                      | 2 – 2               | Haladás VSE                         |
| ------------------------------------------------ | ------------------- | ----------------------------------- |
| Kuznyecov 22' Dzurják 59' Szenes 54' Lipcsei 69' | (1 – 2) Jegyzőkönyv | Berbás 10' 52' Topor 33' Szekér 73' |

| Üllői út, Budapest Nézőszám: 10 000 Játékvezető: Piller Sándor (magyar) |

| 5. forduló 1991. szeptember 21. |

| Zalaegerszegi TE | 0 – 4               | Ferencváros                                             |
| ---------------- | ------------------- | ------------------------------------------------------- |
| Dobos 43'        | (0 – 1) Jegyzőkönyv | Albert 42' 65' (11-esből) 72' 83' Lipcsei 89' Telek 38' |

| ZTE Stadion, Zalaegerszeg Nézőszám: 12 000 Játékvezető: Vágner László (magyar) |

| 6. forduló 1991. szeptember 28. |

| Ferencváros | 0 – 0               | Kispest–Honvéd |
| ----------- | ------------------- | -------------- |
| Simon 9'    | (0 – 0) Jegyzőkönyv | Pisont 41'     |

| Üllői út, Budapest Nézőszám: 16 000 Játékvezető: Nagy László (magyar) |

| 7. forduló 1991. október 5. |

| Videoton–Waltham      | 0 – 0               | Ferencváros             |
| --------------------- | ------------------- | ----------------------- |
| Németh 23' Kuttor 75' | (0 – 0) Jegyzőkönyv | Telek 26′ Kuznyecov 51' |

| Sóstói Stadion, Székesfehérvár Nézőszám: 10 000 Játékvezető: Stamler Péter (magyar) |

| 8. forduló 1991. október 12. |

| Ferencváros                        | 2 – 1               | Rába ETO                          |
| ---------------------------------- | ------------------- | --------------------------------- |
| Lipcsei 85' Wukovics 89' Simon 32' | (0 – 1) Jegyzőkönyv | Urbán 30' 49' Virág 42' Berta 58' |

| Üllői út, Budapest Nézőszám: 6 000 Játékvezető: Molnár László (magyar) |

| 9. forduló 1991. október 19. |

| Újpest                | 1 – 1               | Ferencváros                                 |
| --------------------- | ------------------- | ------------------------------------------- |
| Eszenyi 32' Véber 86' | (1 – 0) Jegyzőkönyv | Páling 64' Telek 14' Lipcsei 54' Albert 55' |

| Megyeri út, Budapest Nézőszám: 4 000 Játékvezető: Vágner László (magyar) |

| 10. forduló 1991. október 26. |

| Ferencváros                    | 1 – 2               | MTK                                                                     |
| ------------------------------ | ------------------- | ----------------------------------------------------------------------- |
| Szenes 28' 12' Keller 33′, 81′ | (1 – 1) Jegyzőkönyv | Balog 47' Morozov 87' Keresztúr 28' Bognár 50' Hámori 65' Horváth 90+1′ |

| Üllői út, Budapest Nézőszám: 8 000 Játékvezető: Varga Sándor (magyar) |

| 11. forduló 1991. november 2. |

| FC Tatabánya                   | 1 – 1               | Ferencváros                               |
| ------------------------------ | ------------------- | ----------------------------------------- |
| Miksi 85' Banica 36' Váczi 52' | (0 – 0) Jegyzőkönyv | Kuznyecov 50' 33' Simon 59' Balogh T. 79' |

| Városi Stadion, Tatabánya Nézőszám: 4 000 Játékvezető: Bay Ferenc (magyar) |

| 12. forduló 1991. november 9. |

| Ferencváros              | 1 – 0               | Veszprém LC                      |
| ------------------------ | ------------------- | -------------------------------- |
| Keller 18' Kuznyecov 64′ | (1 – 0) Jegyzőkönyv | Lehota 14' Varga 64' Horváth 78' |

| Üllői út, Budapest Nézőszám: 5 000 Játékvezető: Nagy László (magyar) |

- A mérkőzést a Veszprém megóvta és tavasszal újrajátszották.

| 13. forduló 1991. november 16. |

| Pécsi MSC                                      | 1 – 0               | Ferencváros                                                   |
| ---------------------------------------------- | ------------------- | ------------------------------------------------------------- |
| Belansky 66' 27' Czéh 28' Kónya 44' Bodnár 44' | (0 – 0) Jegyzőkönyv | Keller 39′ Szenes 40' Deszatnik 41' Kuznyecov 49' Lipcsei 52' |

| PMFC Stadion, Pécs Nézőszám: 10 000 Játékvezető: Piller Sándor (magyar) |

| 14. forduló 1991. november 23. |

| Siófoki Bányász                              | 1 – 1               | Ferencváros                        |
| -------------------------------------------- | ------------------- | ---------------------------------- |
| Fischer 30' (11-esből) Keszeg 32' Olajos 65' | (1 – 1) Jegyzőkönyv | Szenes 21' Kuznyecov 2' Páling 75' |

| Révész Géza utcai stadion, Siófok Nézőszám: 8 000 Játékvezető: Hartmann Lajos (magyar) |

| 15. forduló 1991. november 30. |

| Ferencváros                                 | 3 – 2               | Diósgyőr                |
| ------------------------------------------- | ------------------- | ----------------------- |
| Lipcsei 2' Deszatnik 16' 26' Albert 64' 57' | (2 – 0) Jegyzőkönyv | Vitelki 53' Svistun 78' |

| Üllői út, Budapest Nézőszám: 4 500 Játékvezető: Bay Ferenc (magyar) |

#### Tavaszi fordulók
| 12. forduló 1992. március 4. |

| Ferencváros                  | 2 – 0               | Veszprém LC |
| ---------------------------- | ------------------- | ----------- |
| Deszatnik 36' 22' Albert 73' | (1 – 0) Jegyzőkönyv | Csík 61'    |

| Üllői út, Budapest Nézőszám: 12 000 Játékvezető: Molnár László (magyar) |

- Az őszi mérkőzés újrajátszása.

| 16. forduló 1992. március 7. |

| Ferencváros                                           | 3 – 1               | Vác FC                          |
| ----------------------------------------------------- | ------------------- | ------------------------------- |
| Balogh G. 37' Deszatnik 75' 78' Keller 22' Vaszil 30' | (1 – 0) Jegyzőkönyv | Orosz 51' Carlos 14' Koszta 20' |

| Üllői út, Budapest Nézőszám: 8 000 Játékvezető: Bay Ferenc (magyar) |

| 17. forduló 1992. március 14. |

| Vasas                                     | 1 – 1               | Ferencváros           |
| ----------------------------------------- | ------------------- | --------------------- |
| Sirinbekov 59' Coco-Aires 19' Nagy T. 81' | (0 – 1) Jegyzőkönyv | Fodor 29' Lipcsei 87' |

| Népstadion, Budapest Nézőszám: 8 000 Játékvezető: Vágner László (magyar) |

| 18. forduló 1992. március 21. |

| Ferencváros                     | 1 – 0               | BVSC                       |
| ------------------------------- | ------------------- | -------------------------- |
| Fodor 75' Lipcsei 40' Simon 85' | (0 – 0) Jegyzőkönyv | Farkasházy 48' Hrachov 58' |

| Üllői út, Budapest Nézőszám: 6 000 Játékvezető: Piller Sándor (magyar) |

| 19. forduló 1992. március 28. |

| Haladás VSE                      | 1 – 1               | Ferencváros            |
| -------------------------------- | ------------------- | ---------------------- |
| Elekes 72' Topor 9' Jagodics 27' | (0 – 0) Jegyzőkönyv | Lipcsei 69' Albert 19' |

| Rohonci úti stadion, Szombathely Nézőszám: 15 000 Játékvezető: Hartmann Lajos (magyar) |

| 20. forduló 1992. április 4. |

| Ferencváros                                                                | 7 – 0               | Zalaegerszegi TE |
| -------------------------------------------------------------------------- | ------------------- | ---------------- |
| Balogh G. 8' 30' Wukovics 17' Nagy 38' 77' Rácz 61' Lipcsei 81' Albert 58' | (4 – 0) Jegyzőkönyv | Horváth 68'      |

| Üllői út, Budapest Nézőszám: 8 000 Játékvezető: Bognár István (magyar) |

| 21. forduló 1992. április 11. |

| Kispest–Honvéd      | 0 – 2               | Ferencváros                                  |
| ------------------- | ------------------- | -------------------------------------------- |
| Vincze 10' Cseh 45' | (0 – 0) Jegyzőkönyv | Fodor 86' Balogh G. 90' Simon 28' Albert 49' |

| Bozsik József Stadion, Budapest Nézőszám: 15 000 Játékvezető: Molnár László (magyar) |

| 22. forduló 1992. április 18. |

| Ferencváros            | 2 – 0               | Videoton–Waltham                                    |
| ---------------------- | ------------------- | --------------------------------------------------- |
| Wukovics 7' Albert 12' | (2 – 0) Jegyzőkönyv | Sallói 6' Takács 10' Molnár 48' Bekő 69' Vadász 90′ |

| Üllői út, Budapest Nézőszám: 10 000 Játékvezető: Kovács I. László (magyar) |

| 23. forduló 1992. április 25. |

| Rába ETO                       | 1 – 6               | Ferencváros                                                                       |
| ------------------------------ | ------------------- | --------------------------------------------------------------------------------- |
| Urbán 68' Plotár 30' Ördög 67' | (0 – 4) Jegyzőkönyv | Kuznyecov 1' Lipcsei 38' 42' (11-esből) 45' Fodor 46' 32' Balogh G. 66' Simon 36' |

| Rába ETO Stadion, Győr Nézőszám: 15 000 Játékvezető: Varga László (magyar) |

| 24. forduló 1992. május 2. |

| Ferencváros                                                                  | 3 – 2               | Újpest                                              |
| ---------------------------------------------------------------------------- | ------------------- | --------------------------------------------------- |
| Balogh G. 24' Fodor 27' 27' Milisits 70' (öngól) Kuznyecov 47' Balogh T. 73' | (2 – 2) Jegyzőkönyv | Szlezák 17' 73' Lovász 38' 51' Cigan 21' Balázs 50' |

| Üllői út, Budapest Nézőszám: 22 000 Játékvezető: Nagy László (magyar) |

| 25. forduló 1992. május 8. |

| MTK                    | 0 – 2               | Ferencváros                                                      |
| ---------------------- | ------------------- | ---------------------------------------------------------------- |
| Hámori 64' Morozov 66' | (0 – 1) Jegyzőkönyv | Wukovics 17' Fodor 74' 75′, 88′ Páling 43' Simon 45' Lipcsei 64' |

| Hungária körút, Budapest Nézőszám: 15 000 Játékvezető: Puhl Sándor (magyar) |

| 26. forduló 1992. május 16. |

| Ferencváros                         | 3 – 1               | FC Tatabánya |
| ----------------------------------- | ------------------- | ------------ |
| Lipcsei 18' Szenes 50' Wukovics 55' | (1 – 0) Jegyzőkönyv | Süveges 85'  |

| Üllői út, Budapest Nézőszám: 18 000 Játékvezető: Kovács I. László (magyar) |

| 27. forduló 1992. május 23. |

| Veszprém LC                       | 0 – 2               | Ferencváros                                    |
| --------------------------------- | ------------------- | ---------------------------------------------- |
| Lehota 5' Horváth 13' Gersics 88' | (0 – 1) Jegyzőkönyv | Wukovics 5' Fodor 83' Páling 32' Kuznyecov 54' |

| Városi stadion, Veszprém Nézőszám: 6 000 Játékvezető: Piller Sándor (magyar) |

| 28. forduló 1992. június 6. |

| Ferencváros                                              | 2 – 0               | Pécsi MSC                             |
| -------------------------------------------------------- | ------------------- | ------------------------------------- |
| Wukovics 30' Lipcsei 90' (11-esből) Albert 18' Simon 40' | (1 – 0) Jegyzőkönyv | Bódog 14' Lőrincz 75' Kovácsevics 89′ |

| Üllői út, Budapest Nézőszám: 16 000 Játékvezető: Varga László (magyar) |

| 29. forduló 1992. június 13. |

| Ferencváros                                                | 5 – 0               | Siófoki Bányász |
| ---------------------------------------------------------- | ------------------- | --------------- |
| Kuznyecov 4' 15' Albert 21' 50' Balogh G. 43' Wukovics 85' | (3 – 0) Jegyzőkönyv | Duró 33'        |

| Üllői út, Budapest Nézőszám: 21 000 Játékvezető: Nagy László (magyar) |

| 30. forduló 1992. június 20. |

| Diósgyőr | 0 – 2               | Ferencváros              |
| -------- | ------------------- | ------------------------ |
|          | (0 – 2) Jegyzőkönyv | Wukovics 3' 29' Simon 6' |

| DVTK-stadion, Miskolc Nézőszám: 30 000 Játékvezető: Puhl Sándor (magyar) |

#### A bajnokság végeredménye
| #  | Csapat              | J  | Gy | D  | V  | Rg | Kg | Gk  | P  | Megjegyzés                                     |
| -- | ------------------- | -- | -- | -- | -- | -- | -- | --- | -- | ---------------------------------------------- |
| 1  | Ferencvárosi TC     | 30 | 18 | 10 | 2  | 61 | 19 | +42 | 46 | Bajnok, 1992–1993-as BL 32 között              |
| 2  | Vác FC-Samsung      | 30 | 19 | 7  | 4  | 54 | 27 | +27 | 45 | 1992–1993-as UEFA-kupa, 1992-es Intertotó-kupa |
| 3  | Kispest Honvéd FC   | 30 | 19 | 4  | 7  | 61 | 27 | +34 | 42 |                                                |
| 4  | Siófoki Bányász SE  | 30 | 15 | 6  | 9  | 46 | 34 | +12 | 36 | 1992-es Intertotó-kupa                         |
| 5  | MTK                 | 30 | 14 | 7  | 9  | 44 | 34 | +10 | 35 |                                                |
| 6  | Vasas SC            | 30 | 10 | 13 | 7  | 40 | 29 | +11 | 33 |                                                |
| 7  | Videoton-Waltham FC | 30 | 10 | 12 | 8  | 45 | 40 | +5  | 32 |                                                |
| 8  | Újpesti TE          | 30 | 8  | 13 | 9  | 41 | 38 | +3  | 29 | 1992–1993-as KEK                               |
| 9  | Pécsi Munkás SC     | 30 | 10 | 9  | 11 | 27 | 34 | -7  | 29 |                                                |
| 10 | BVSC-Novép          | 30 | 7  | 12 | 11 | 29 | 34 | -5  | 26 | 1992-es közép-európai kupa                     |
| 11 | Győri Rába ETO SC   | 30 | 8  | 10 | 12 | 34 | 43 | -9  | 26 |                                                |
| 12 | Veszprém LC         | 30 | 7  | 10 | 13 | 20 | 42 | -22 | 24 |                                                |
| 13 | Haladás Vasutas SE  | 30 | 7  | 8  | 15 | 27 | 42 | -15 | 22 | Osztályozó                                     |
| 14 | Diósgyőri FC        | 30 | 6  | 10 | 14 | 24 | 44 | -20 | 22 | Osztályozó                                     |
| 15 | Tatabányai SC       | 30 | 6  | 8  | 16 | 27 | 53 | -26 | 20 | Kiesett az NB II-be                            |
| 16 | Zalaegerszegi TE    | 30 | 3  | 7  | 20 | 20 | 60 | -40 | 13 | Kiesett az NB II-be                            |

#### Eredmények összesítése
Az alábbi táblázatban összesítve szerepelnek a Ferencvárosi TC 1991/92-es bajnokságban elért eredményei.
| Ősz/tavasz (forduló)    | Otthon | Otthon | Otthon | Otthon | Otthon | Otthon | Otthon | Idegenben | Idegenben | Idegenben | Idegenben | Idegenben | Idegenben | Idegenben |
| Ősz/tavasz (forduló)    | M      | GY     | D      | V      | LG–KG  | GK     | P      | M         | GY        | D         | V         | LG–KG     | GK        | P         |
| ----------------------- | ------ | ------ | ------ | ------ | ------ | ------ | ------ | --------- | --------- | --------- | --------- | --------- | --------- | --------- |
| Őszi szezon (1–15.)     | 7      | 4      | 2      | 1      | 11–7   | +4     | 10     | 8         | 1         | 6         | 1         | 8–5       | +3        | 8         |
| Tavaszi szezon (16–30.) | 8      | 8      | 0      | 0      | 26–4   | +22    | 16     | 7         | 5         | 2         | 0         | 16–3      | +13       | 12        |
| Összesen (1–30.)        | 15     | 12     | 2      | 1      | 37–11  | +26    | 26     | 15        | 6         | 8         | 1         | 24–8      | +16       | 20        |

### Magyar kupa
A 16 közé jutásért
| 1992. február 29. |

| Hatvan | 2 – 6               | Ferencváros                      |
| ------ | ------------------- | -------------------------------- |
|        | (0 – 4) Jegyzőkönyv | Deszatnik Fodor Schneider Szenes |

| Hatvan |

Nyolcaddöntő
| 1992. március 11. |

| Ferencváros            | 1 – 1               | Újpest                          |
| ---------------------- | ------------------- | ------------------------------- |
| Lipcsei 83' (11-esből) | (0 – 1) Jegyzőkönyv | Eszenyi 18' Aczél 41' Cigan 49' |

| Üllői út, Budapest Nézőszám: 10 000 Játékvezető: Kovács I. László (magyar) |

| 1992. március 18. |

| Újpest                                 | 1 – 0               | Ferencváros                    |
| -------------------------------------- | ------------------- | ------------------------------ |
| Cigan 72' 5' Miovecz 29' Zsivóczky 89' | (0 – 0) Jegyzőkönyv | Lipcsei 31' Kuznyecov 31′, 71′ |

| Megyeri út, Budapest Nézőszám: 6 000 Játékvezető: Szilágyi Sándor (magyar) |

### Egyéb mérkőzések
| 1991. július 27. |

| SV Mattersburg | 1 – 2       | Ferencváros      |
| -------------- | ----------- | ---------------- |
|                | Jegyzőkönyv | Dzurják Wukovics |

| Nagymarton |

| 1991. augusztus 2. |

| Ferencváros | 0 – 0               |  |
| ----------- | ------------------- |  |
|             | (0 – 0) Jegyzőkönyv |  |

| Siófok Nézőszám: 8 000 Játékvezető: Nagy László (magyar) |

| 1991. augusztus 4. |

| Ferencváros   | 1 – 1               | Feyenoord                              |
| ------------- | ------------------- | -------------------------------------- |
| Deszatnik 18' | (1 – 1) Jegyzőkönyv | Damaschin 22' de Wolf 43' de Goeij 77' |

| Siófok Nézőszám: 8 000 Játékvezető: Molnár László (magyar) |

| 1991. december 4. |

| Ferencváros   | 2 – 1               | HAŠK     |
| ------------- | ------------------- | -------- |
| Páling Morvai | (2 – 1) Jegyzőkönyv | Plaovics |

| Üllői út, Budapest |

| 1992. február 22. |

| Ferencváros              | 2 – 2               | Sturm Graz         |
| ------------------------ | ------------------- | ------------------ |
| Szenes 37' Schneider 71' | (1 – 1) Jegyzőkönyv | Wetl 41' Muzek 61' |

| Üllői út, Budapest Nézőszám: 2 500 Játékvezető: Nagy László (magyar) |

## Külső hivatkozások
- A csapat hivatalos honlapja (magyarul)
- Az 1991–92-es szezon menetrendje a tempofradi.hu-n (magyarul)